# Tinkler
Tinkler is een historisch merk van motorfietsen.
De Brit Almond Tinkler maakte eigenlijk uurwerken, maar in 1914 bouwde hij uit oude motor- en framedelen zijn eerste motorfiets. In 1919 begon hij een reparatiewerkplaats. In 1922 voerde hij een Amerikaanse 1000 cc Excelsior op en behaalde daarmee goede resultaten in wedstrijden.
In 1927 ontwierp hij zijn eerste eigen motorfiets, de Tinkler Special. Hij viel echter in handen van een financier die wegens bedrog veroordeeld werd. Daarom wendde Tinkler zich tot de Osborn Engineering Company (OEC). Deze was bereid zijn motorblokken in te bouwen. Maar ook OEC kwam tijdens de crisisjaren in financiële problemen, en Tinkler staakte de productie van zijn motoren. Wel ontwikkelde hij nog een driecilinder stermotor, die echter niet meer in productie kwam. Toen de Tweede Wereldoorlog uitbrak trok Tinkler zich terug.